# Palindiona spectabilis
Palindiona spectabilis är en fjärilsart som beskrevs av Druce. Palindiona spectabilis ingår i släktet Palindiona och familjen nattflyn. Inga underarter finns listade i Catalogue of Life.